# Ronald Augustin
Ronald Augustin (* 20. November 1949 in Amsterdam) ist ein ehemaliges Mitglied der terroristischen Vereinigung Rote Armee Fraktion (RAF). Er wird der ersten Generation der RAF zugerechnet. Von 1973 bis 1980 verbüßte er eine Freiheitsstrafe.

## Leben
Ronald Augustin entstammt einer niederländisch-deutschen Familie. Nach der Realschule machte er eine Lehre als Grafiker. In seiner Jugend beteiligte er sich an Demonstrationen gegen den Vietnamkrieg. Ab 1967 arbeitete er in der Redaktion verschiedener Alternativzeitschriften in Holland und England. Von London zog er 1969 nach West-Berlin, wo er sich 1971 der RAF anschloss. Am 24. Juli 1973 wurde er im Zug von Utrecht nach Hamburg festgenommen und am 24. April 1975 bei einem Prozess in Bückeburg wegen Unterstützung einer kriminellen Vereinigung und Widerstands gegen Vollstreckungsbeamte in Tateinheit mit Urkundenfälschung und Vergehen gegen das Waffengesetz zu insgesamt siebeneinhalb Jahren Haft verurteilt, die auf sechs Jahre zusammengezogen wurden. Des Weiteren erhielt Augustin eine sechsmonatige Beugehaft wegen Aussageverweigerung im Prozess gegen Bernhard Braun und Irmgard Möller sowie mehrere Ordnungsstrafen in anderen Verfahren.
Nach Aufenthalten in den Gefängnissen von Köln, Wittlich und Stammheim war Augustin ab Mai 1974 in der Justizvollzugsanstalt Hannover inhaftiert, wo er bis zu seiner Entlassung am 7. März 1980 die meiste Zeit in Einzelhaft verbrachte. Augustin beteiligte sich an mehreren Hungerstreiks. Im dritten Hungerstreik der inhaftierten RAF-Mitglieder wurde ihm auf Anordnung des niedersächsischen Justizministeriums vom 14. bis zum 18. Oktober 1974 das Wasser entzogen. Die Maßnahme wurde erst aufgehoben, als die anderen Gefangenen aus Solidarität in den Durststreik traten.
Der Prozess gegen ihn fand in einer eigens gebauten Mehrzweckhalle in der Justizvollzugsanstalt Bückeburg statt, als „Generalprobe“ für den Prozess gegen Baader, Ensslin, Meinhof, Meins und Raspe. Zu seinen Verteidigern zählten die Rechtsanwälte Pieter Bakker Schut, Klaus Croissant, Kurt Groenewold und Hans-Christian Ströbele.
Augustin hat im Internationalen Institut für Sozialgeschichte ein Archiv zur RAF zusammengestellt.